# Hans Regina von Nack
Hans Regina von Nack (geboren als Johann Nack am 21. August 1894 in Prag, Österreich-Ungarn; gestorben 14. Juli 1976 in Wien) war ein tschechisch-österreichischer Schriftsteller.

## Leben
Johann Nack war ein Sohn des 1913 geadelten Rechtsanwalts und Abgeordneten des böhmischen Landtags Johann Edler von Nack-Meyroser-Meyberg und dessen Ehefrau Catherine Grohmann. Er studierte Jura an der Deutschen Universität Prag ohne Abschluss. Von Nack arbeitete danach als Feuilletonredakteur beim Prager Abendblatt und schrieb Buchrezensionen und Theaterkritiken. Er heiratete die Prager Operettensängerin Milada Narenta. Von Nack schrieb Kriminalromane und verfasste zusammen mit Max Brod das Lustspiel Opuntie, das 1926 in Brünn uraufgeführt wurde. Sein Stück Acht Ruder im Takt hatte 1938 am Prager Deutschen Theater Premiere.

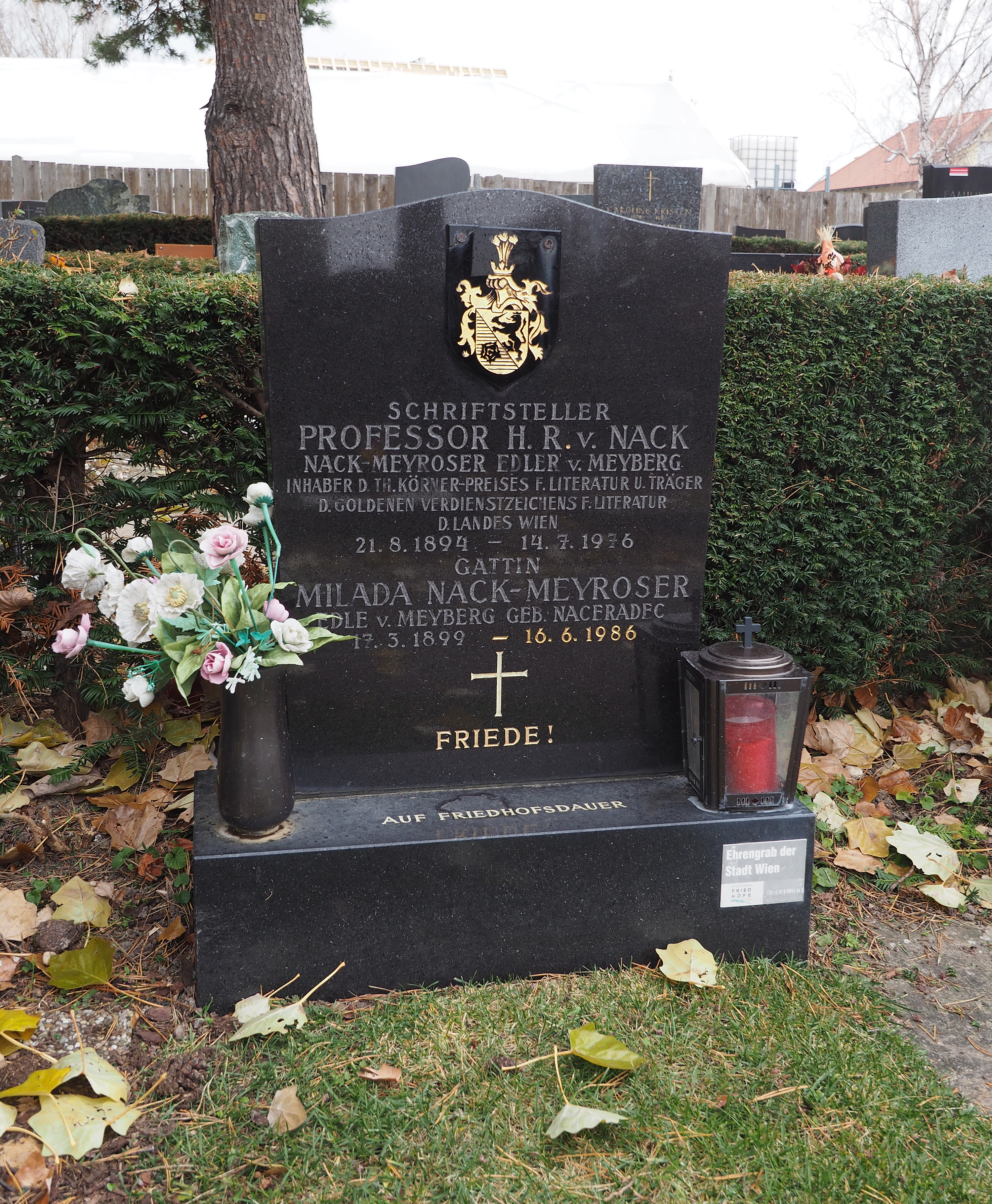
Grabstätte auf dem Jedleseer Friedhof

Nach der deutschen Okkupation der Tschechoslowakei 1939 wurde Milada Narenta zunächst noch als Frau eines Ariers eingeordnet, 1944 aber in das Ghetto Theresienstadt deportiert, von Nack wurde in einem Lager für Ehegatten von Juden inhaftiert. Beide überlebten die Verfolgung.
Nach Kriegsende fand von Nack eine Beschäftigung als Rundfunksprecher bei Radio Prag. Nach dem Februarumsturz 1948 flüchteten sie nach Österreich, wo von Nack vom Übersetzen amerikanischer Heftchenromane lebte. Ihm gelang noch einmal ein literarischer Neubeginn und er veröffentlichte einen Gedichtband und einen Band Erzählungen und erhielt 1970 den Theodor-Körner-Preis. 1974 wurde er mit dem Goldenen Verdienstzeichen des Landes Wien ausgezeichnet.
Die ehrenhalber gewidmete Grabstätte des Schriftstellers befindet sich auf dem Jedleseer Friedhof (Gruppe 18, Nr. 89).

## Werke (Auswahl)

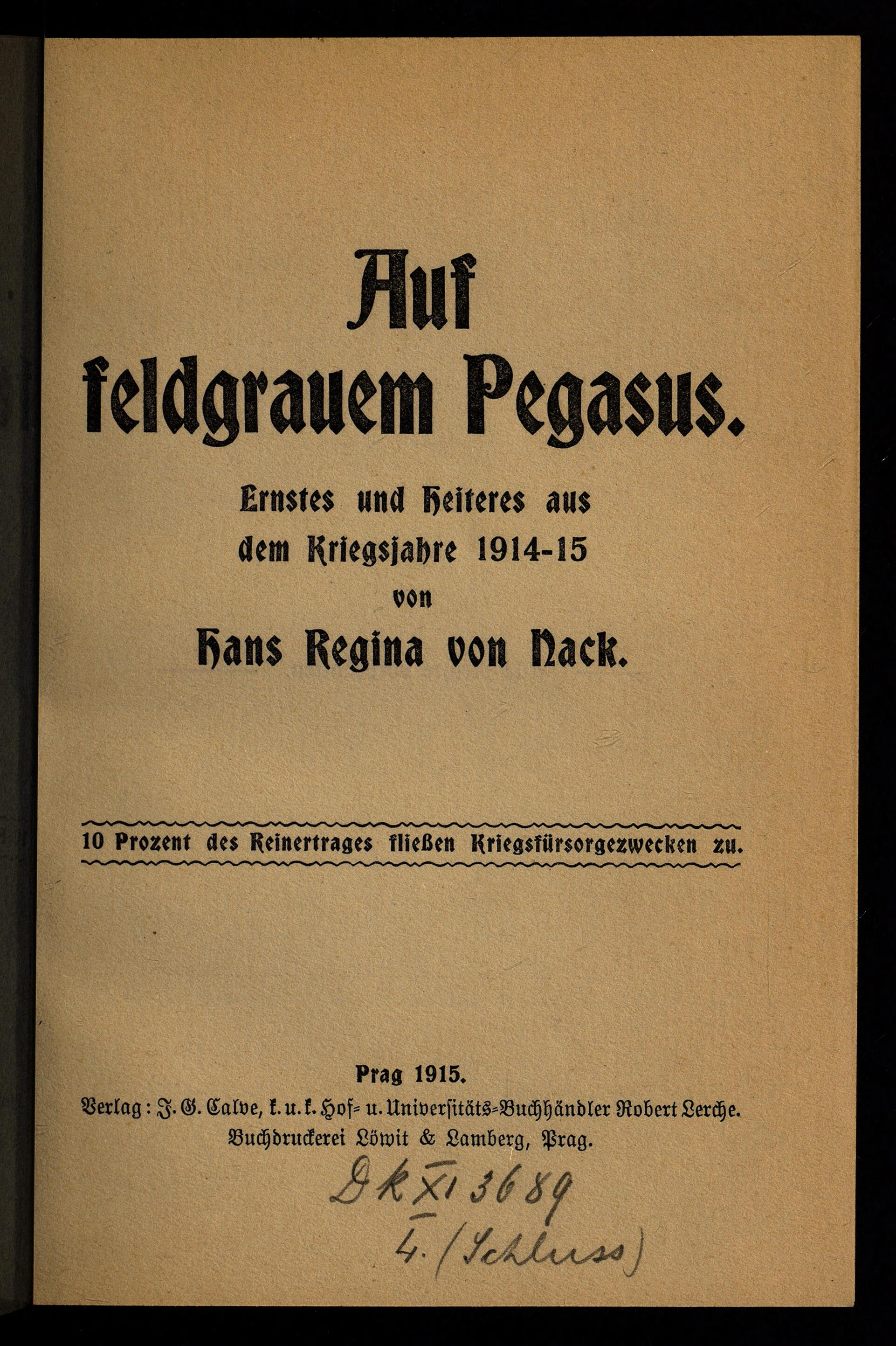
Auf feldgrauem Pegasus (1915)

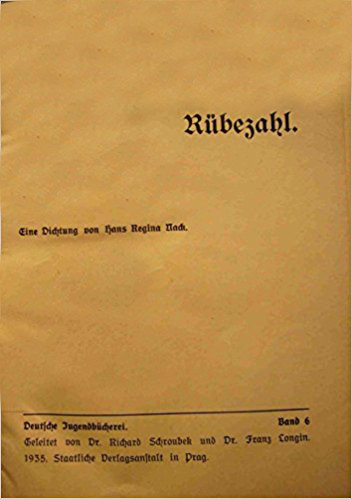
Rübezahl (Ausgabe 1935)

- Die alte Buche und andere Erzählungen. Wien: Schwarcz, 1973
- Landschaft mit Weiher. Wien: Bergland, 1968
- Knapp vor Mitternacht. Hannover: Lehning, [1959]
- Dozza spurlos verschwunden. Hannover: Lehning, [1958]
- Um Kopf und Kragen. Hannover: Lehning, [1958]
- Zeit und Weg. Wien: Bergland, 1954
- Das Tor zur Seligkeit. Wien: Nack-Meyroser, [1951]
- Die grosse Versuchung. Wien: Nack-Meyroser, [1951]
- Die Insel Morgenrot. Wien: Nack-Meyroser, [1951]
- Echo aus dem Jenseits. Wien: Steffek, [1951]
- Glocken der Verheißung. Wien: Nack-Meyroser, [1951]
- Herz in der Falle. Wien: Nack-Meyroser, [1951]
- Ist das Sünde?. Wien: Nack-Meyroser, [1951]
- Nichts kann uns trennen!. Wien: Nack-Meyroser, [1951]
- Zaungast des Glücks. Wien: Nack-Meyroser, [1951]
- Der Unhold von Marseille. Wien: Wrba, [1950]
- Knapp vor Mitternacht. Wien: Steffek, [1950]
- Mein Herzblut geb' ich Dir!. Wien: Gritsch, [1950]
- Das Haus ohne Fenster. Wien: Wrba, [1949]
- Bert Morton glaubt an sich. Wien: Saturn, 1939
- Alarm im Radio. Prag: "Universum" B. Perlik, 1937, [Unverkäufl. Bühnen-] Ms.
- Acht Ruder im Takt. Wien: Eirich, 1936, Unverkäufl. [Bühnen-]Ms.
- Ehepaar verlobt sich. Halle: Fünf Türme, [1934]
- Hinrichtung ... morgen früh. Berlin: Eden, 1932
- Das Gift der Schararaka. Berlin: A. Cassirer, 1931
- Die Toten ohne Kopf. Leipzig: Ernst Oldenburg, 1930
- Mord um Mitternacht. Berlin-Schöneberg: Delta-Verlag, 1930
- Kranke Lust. Prag: Gustav Fauta Nachf., 1921
- Rübezahl. Dresden-Weinböhla: Aurora, 1921
- Wanderin Seele. Dresden-Weinböhla: Aurora, 1919
- Gemischter Aufschnitt: Humoresken in Vers und Prosa. Prag : J. G. Calve, 1915
- Auf feldgrauem Pegasus: Ernstes und Heiteres aus dem Kriegsjahre 1914–15. Prag : J. G. Calve, 1915